# Telavåg
Telavåg (officiell men mindre vanlig stavning Tælavåg), är en tätort i Øygardens kommun i Vestland fylke i västra Norge. Orten ligger på den södra delen av ön Sotra, cirka 40 kilometer sydväst om staden Bergen. Den hade 484 invånare 2009.
Tidigare har orten tillhört dåvarande  Sunds kommun i Hordaland fylke.
Samhället utraderades helt av den tyska ockupationsmakten under andra världskriget, som vedergällning för att två Gestapoofficerare skjutits ihjäl. 

## Historia
Telavåg har månghundraåriga anor som fiskeläge, och ligger längst ut vid Nordsjökusten. Läget är centralt intill sjöfartsvägen mellan Bergen och Nordsjön, men avsides från stora allfarvägar. Detta bidrog till att samhället blev en viktig station för utförsel av norska flyktingar, samt in- och utförsel av agenter i den norska motståndsrörelsen. Många i lokalbefolkningen var villiga att bistå med båtar och husrum. 
Två norska män tillhöriga Lingekompaniet, Arne Værum och Emil Gustav Hvaal, anlände 6 april 1942 från Shetland med en vapenlast, på väg till uppdrag på andra platser i Norge. I väntan på vidaretransport från Telavåg inhystes de hemma hos telegrafföreståndaren Laurits Telle och hans familj. Genom olyckliga omständigheter råkade en polisman från den nazistiska statspolisen, ditkommen för att utreda en anmälan om olaga radioinnehav, få reda på att någon var gömd hos Telle, och kontaktade Gestapo i Bergen.
I gryningen nästa dag, den 26 april, anlände en båt med ett dussintal man från statspolisen och Gestapo till Telavåg. Några av Gestapomännen stormade upp på vinden hos Laurits Telle, där de överraskade Værum och Hvaal, som emellertid lyckades gripa till vapen. Under skottlossningen som utbröt blev två av Gestapoofficerarna samt agenten Værum dödade, medan Hvaal blev svårt skadad och sedan arresterad. Familjen Telle, samt nio andra motståndsmän fördes till Gestapos högkvarter i Bergen, där flera av dem torterades. Därefter sändes de vuxna männen till fånglägret Grini strax utanför Oslo. Hela Telavåg med omnejd blev dagen efter grundligt genomsökt, och Gestapo fann mängder av vapen, ammunition, radioutrustning och matvaror från England. Ytterligare två män ur lokalbefolkningen arresterades.
Rikskommissarie Josef Terboven beslutade att statuera exempel. Den 30 april samlades alla män mellan 16 och 60 ihop för att transporteras till internering i Sandvikens skola i Bergen. Laurits Telles och två andra familjers hus sprängdes. Dagen därpå samlades alla kvinnor, barn och åldringar ihop i en ungdomslokal, där de hölls instängda i ett dygn för att sedan forslas till en Storetveits skola i Fana, Norge, strax söder om Bergen. Därefter fortsattes den totala ödeläggelsen av Telavåg. Terboven var personligen tillstädes för att övervaka operationen. Alla hus, uthus och sjöbodar sprängdes och brändes, brunnarna fylldes med sten, båtarna sänktes eller konfiskerades och boskapen slaktades eller fördes bort.
Männen i Telavåg, 72 stycken, fördes vidare till Grini, och därefter till koncentrationslägret i Sachsenhausen. Några av dem sändes sedan vidare till Neuengamme och andra till Natzweiler-Struthof. Av de 72 männen dog 31 i fångenskap, de flesta redan det första halvåret till följd av sjukdom och svält. Laurits Telle och en av hans söner, Lars, blev dock kvar på Grini. 19 oktober 1943 avrättades Lars Telle tillsammans med Emil Gustav Hvaal, den agent som överlevt skottdramat, i Trandumskogen norr om Oslo.
Resten av befolkningen internerades under två år. Från skolan i Fana fördes först åldringarna till Framnes folkhögskola i Kvams kommun i Hardanger, därefter mödrar med barn under sex år. Det var tänkt att barn över sex år skulle skickas till nazivänliga hem för omskolning, men utbrott av scharlakansfeber och difteri bland barnen gav tyskarna kalla fötter, och istället sändes också dessa till Hardanger för att återförenas med sina familjer. I maj 1944 frigavs Telavåginternerna i Framnes, men de fick inte lov att återvända till sin hemort, utan var hänvisade till att bo hos släkt och vänner i trakterna runtomkring. Först efter att kriget tagit slut och de frigivna männen återvänt i augusti 1945, efter en tids rehabilitering i Sverige, kunde Telavåg börja byggas upp på nytt, vilket tog flera år. 
Händelserna i Telavåg var en av åtalspunkterna vid Nürnbergrättegångarna. Paralleller kan dras mellan Telavåg och hämndaktionerna som riktades mot orterna Lidice och Ležáky i Tjeckien och Oradour-sur-Glane i Frankrike, även om de senare var ännu mer omfattande.